# Kyōji Suga
Kyōji Suga (jap. 菅 恭司, Suga Kyōji; * 11. Mai 1969 in Kutchan, Unterpräfektur Shiribeshi, Hokkaidō) ist ein ehemaliger japanischer Biathlet.
Kyōji Suga betreibt Biathlon seit 1988 und startet für die „Winterkampfausbildungseinheit“ der Bodenselbstverteidigungsstreitkräfte. Der mit der Biathletin Hiromi Suga verheiratete Athlet lebt in Sapporo. Sein Weltcupdebüt gab er 1993 in einem Einzel in Antholz, wo er 86. wurde. Drei Jahre später belegte er an gleicher Stelle in einem Einzel den 14. Platz. 1997 kam er in Nagano auf derselben Strecke als Zehnter erstmals unter die Top 10. Sein bestes Ergebnis – auch dieses wiederum in einem Einzel in Antholz – schaffte er 2002. Zwischen 1993 und 2004 nahm Suga an allen Biathlon-Weltmeisterschaften teil. Sein bestes Ergebnis erreichte er als 14. im Sprint bei den Weltmeisterschaften 1996 in Ruhpolding. Zwischen 1998 und 2006 nahm er an allen drei Olympischen Spielen teil. In Nagano 1998 erreichte er als 14 im Einzel und 18. im Sprint gute Ergebnisse, auch 2006 wurde er guter 14. im Einzel.

## Biathlon-Weltcup-Platzierungen
Die Tabelle zeigt alle Platzierungen (je nach Austragungsjahr einschließlich Olympische Spiele und Weltmeisterschaften).
- 1.–3. Platz: Anzahl der Podiumsplatzierungen
- Top 10: Anzahl der Platzierungen unter den ersten zehn (einschließlich Podium)
- Punkteränge: Anzahl der Platzierungen innerhalb der Punkteränge (einschließlich Podium und Top 10)
- Starts: Anzahl gelaufener Rennen in der jeweiligen Disziplin

| Platzierung | Einzel | Sprint | Verfolgung | Massenstart | Team | Staffel | Gesamt |
| ----------- | ------ | ------ | ---------- | ----------- | ---- | ------- | ------ |
| 1. Platz    |        |        |            |             |      |         |        |
| 2. Platz    |        |        |            |             |      |         |        |
| 3. Platz    |        |        |            |             |      |         |        |
| Top 10      | 2      |        |            |             |      | 4       | 6      |
| Punkteränge | 13     | 9      | 6          | 1           | 1    | 34      | 64     |
| Starts      | 44     | 71     | 30         | 1           | 1    | 36      | 183    |